# Bonarka (Kraków)

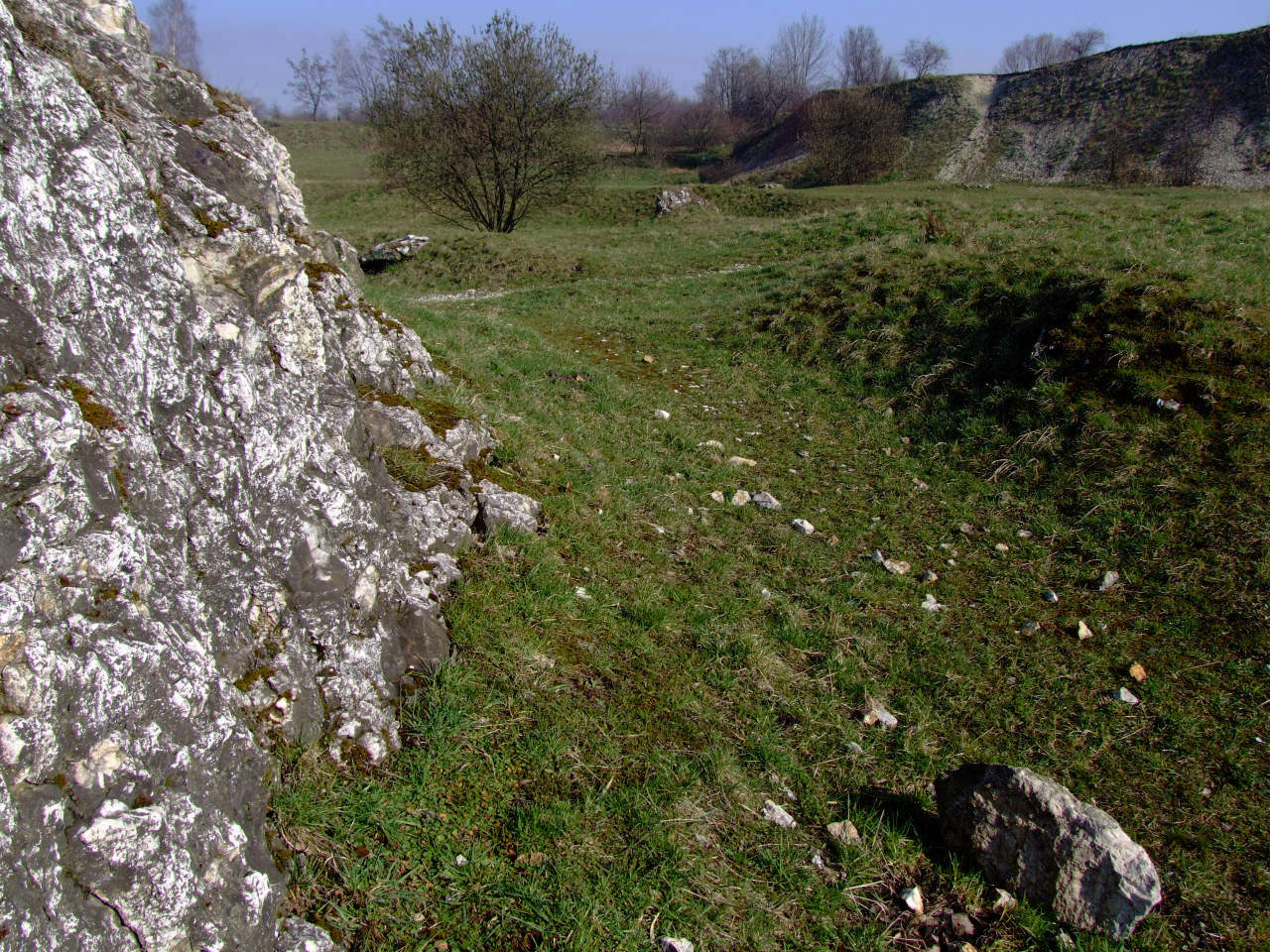
Rezerwat przyrody Bonarka

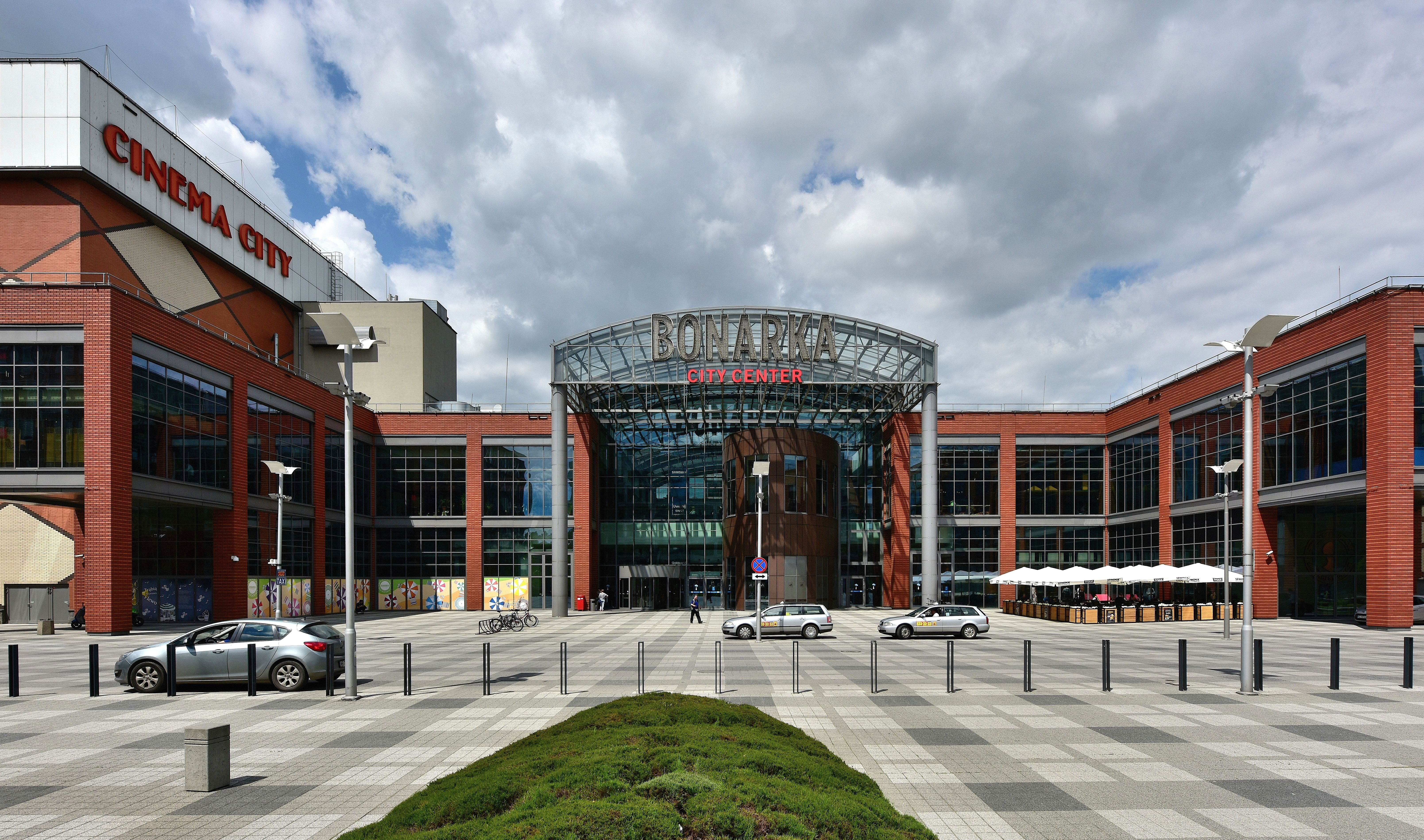
Centrum handlowe Bonarka City Center

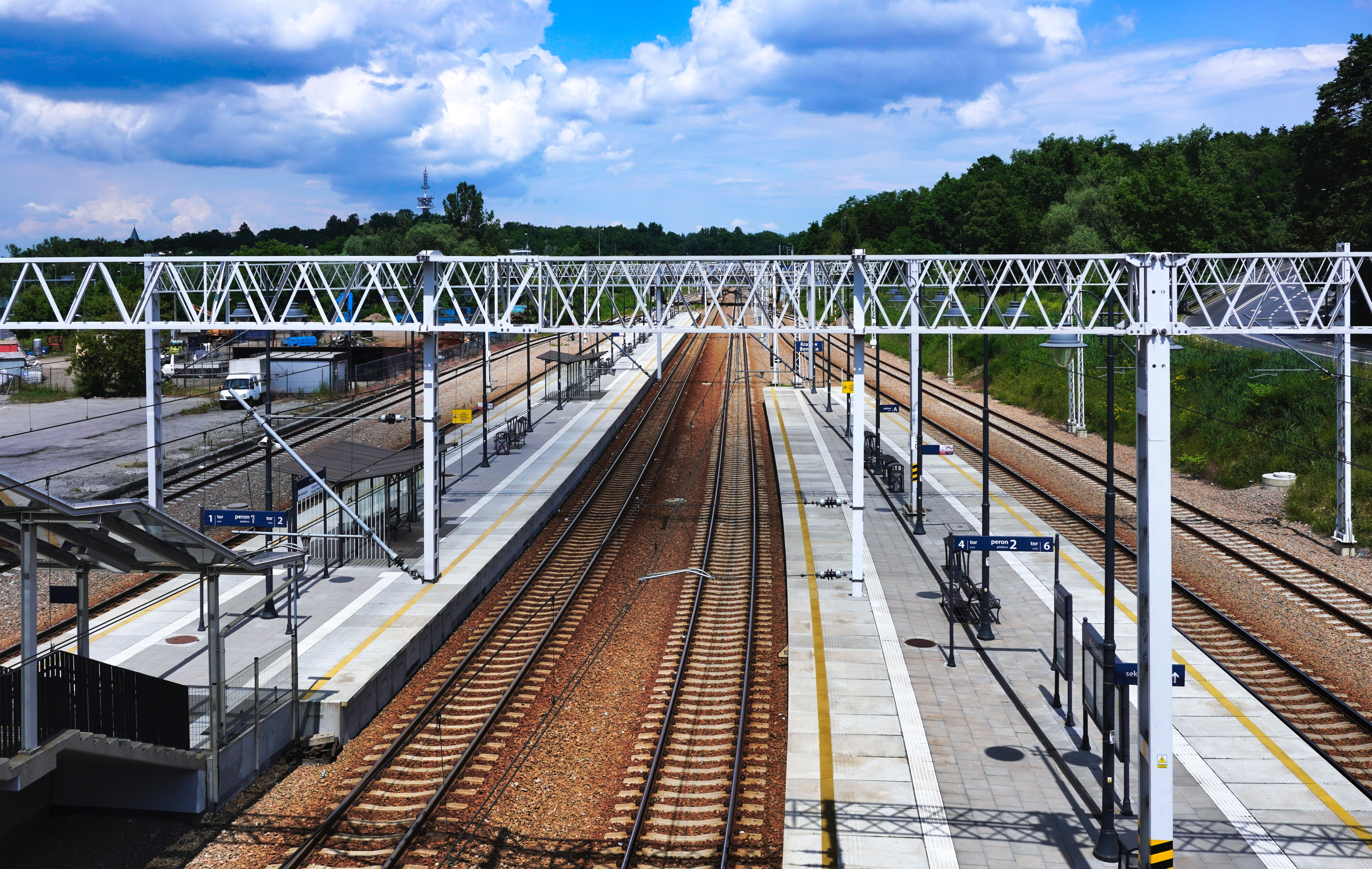
Stacja kolejowa Kraków Bonarka

Bonarka – obszar w Krakowie, wchodzący w skład Dzielnicy XI Podgórze Duchackie i Dzielnicy XIII Podgórze. Leży pomiędzy Podgórzem, Wolą Duchacką i Łagiewnikami, w rejonie ulicy Kamieńskiego.

## Historia
Wieś Bonarka powstała w XVI w. Nazwa jej pochodzi od nieistniejącego już potoku o tej samej nazwie, zwanego wcześniej Budnarką lub Bednarką. Stanowiła własność rodziny Bonerów, a później Firlejów.
Powstały tu stawy rybne oraz papiernia. W latach 1866/67 wzniesiono fortyfikacje II pierścienia obronnego Twierdzy Kraków m.in. prochownię.
Na terenie Bonarki wzniesiono liczne zakłady przemysłowe, m.in. wapienniki i kamieniołomy Fabryki Portland Cementu Bernard Liban i Spółka, które później przekształciły się w Krakowskie Zakłady Przemysłu Nieorganicznego „Bonarka”.

## Bonarka współcześnie
W listopadzie 2009 na terenie dawnych zakładów przemysłu nieorganicznego zostało otwarte centrum handlowe Bonarka City Center.
Ponadto nazwę „Bonarka” otrzymała jedna z ulic w dzielnicy XIII, stacja kolejowa Kraków Bonarka (na linii Kraków Płaszów – Oświęcim) oraz rezerwat przyrody nieożywionej „Bonarka”.